# Lepanthes rigidigitata
Lepanthes rigidigitata är en orkidéart som beskrevs av Carlyle August Luer och Alexander Charles Hirtz. Lepanthes rigidigitata ingår i släktet Lepanthes och familjen orkidéer. Inga underarter finns listade i Catalogue of Life.